# C.H. Wensveen
C.H. Wensveen est un ancien arbitre indonésien de football des années 1950. Il est le seul arbitre indonésien à avoir officié aux Jeux olympiques.

## Carrière
Il a officié dans une compétition majeure, en arbitrant le match entre l'Inde et l'Australie lors des quarts de finale aux Jeux Olympiques de 1956 